# Лікостомо
Лікостомо — середньовічна генуезька колонія і порт, що існувала в дельті Дунаю. Періодично підпорядковувалася також Візантійській імперії, Добруджанському князівству (1366—1404), Валахії (1404—1428) і Молдавії (1428—1484). Назва походить від грецького lykos — «вовк», stoma — «горло»), що перекладається як «Вовча паща». В румунській історіографії відома як „Gura Lupului”.
Довгий час його плутали з портовим містом Кілія, назва якого також грецька, і означає «ангар». Однак, останні дослідження показали, що поселення було на схід, приблизно на місці сучасного міста Вилкова, назва якого походить від давньослов'янського «вовк», або на місці села Периправа в Румунії..
Після 1404 року фортеця перейшла під владу правителя Мірчі Старого, а пізніше — під владу молдавських правителів Олександра Доброго (з 1428 року) і Штефана Великого.
Після завоювання Добруджі турками (після 1418 року) це місто зникло з літописів, хоча його існування, ймовірно, тривало пізніше, можливо, до завоювання турками дунайської дельти, Килії і Білгорода в 1484 році.